# Beta-glucan
β-Glucan (beta-glucan) là hợp chất đường liên phân tử được tạo nên từ các đơn phân tử D-glucose gắn với nhau qua liên kết β-glycoside.
Nấm men và nấm y học hấp thụ các β-glucan cho khả năng thích nghi với quá trình đề kháng. Các nghiên cứu đã cho thấy dạng hợp chất không hòa tan (1,3/1,6) β-glucan có hoạt tính sinh học cao hơn dạng (1,3/1,4) β-glucan. Sự khác nhau giữa liên kết β-glucan và cấu tạo hóa học chủ yếu là do độ hòa tan, phản ứng và hoạt tính sinh học.

## Tổng quan

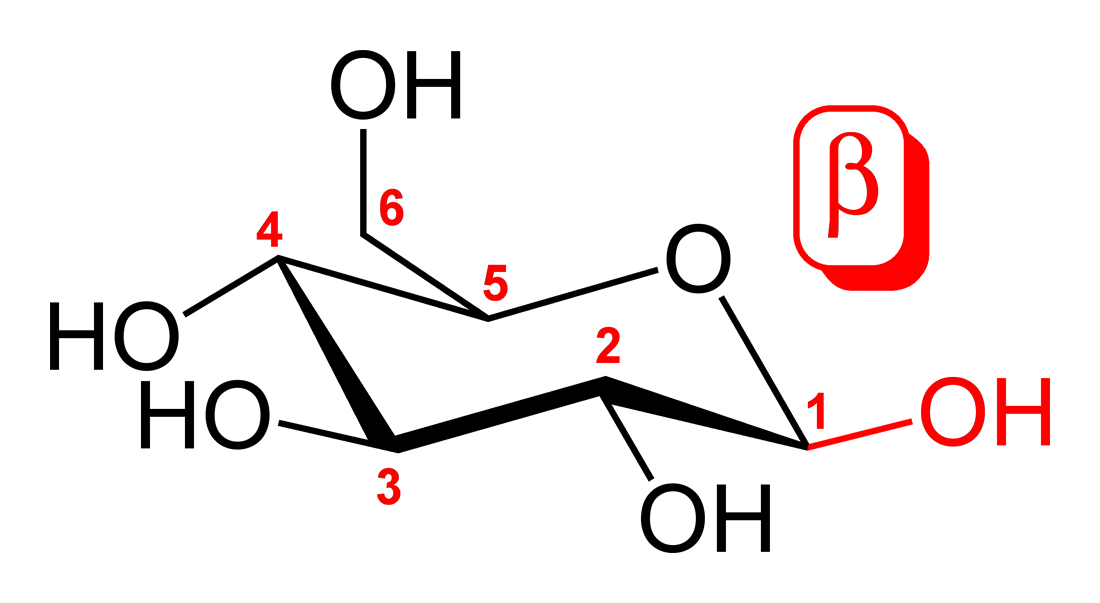
Phân tử đường glucose thể hiện số thứ tự carbon và hướng β

β-Glucan là hợp chất liên phân tử chỉ chứa glucose trong thành phần cấu tạo và được tạo nên từ các liên kết β-glycoside.
Về mặt tổng quát, sự khác biệt giữa liên kết α- and β-glycoside dựa vào các nhóm thế carbon định vị vòng oxy cùng hướng hay ngược hướng trong phân tử đường. Một liên kết α-glycoside của đường-D nằm ở mặt phẳng dưới, so với liên kết hydro (hoặc nhóm thế khác) gắn vào carbon ở vị trí trên mặt phẳng (cấu trúc đối lập), trong khi một liên kết β-glycoside nằm ở phẳng trên.
Các chỉ số 1,4 và 6 thể hiện nguyên tử carbon có liên kết glycoside. Việc đánh số bắt đầu ở vòng oxy kế tiếp.

## Tính chất hóa học của Beta-glucan
Theo định nghĩa, β-Glucan là chuỗi của các liên phân tử đường D (D-glucose), tạo nên bởi liên kết loại β-glycoside. Vòng 6 D-glucose có thể gắn với phân tử khác theo các vị trí khác nhau của cấu trúc vòng D-glucose. Một vài hợp chất β-Glucan lại có cấu tạo lập lại của cấu trúc vòng D-glucose gắn tại một vị trí đặc biệt.
Tuy nhiên, β-glucan có thể khác nhiều so với phân tử như tinh bột. Ví dụ, một phân tử β-glucan có thể chứa cấu trúc lặp lại của các đơn nguyên D-glucose gắn với nhau qua liên kết β-glycoside tại một vị trí như tinh bột, nhưng có nhánh glucose gắn vào vị trí khác trên chuỗi D-glucose. Các chuỗi phân nhỏ này có thể tạo thành nhánh của trục chính β-glucan (trong trường hợp của tinh bột, trục chính có thể là chuỗi D-glucose gắn tại vị trí 1,4) tại vị trí khác giống như vị trí 3, 6. Ngoài ra, các chuỗi này có thể gắn kết với một phân tử loại khác, chẳng hạn như protein. Ví dụ loại β-glucan có protein gắn với nó đó là Poly saccharide-K.
Hình thức phổ biến nhất của β-glucan đó là chứa các đơn nguyên D-glucose với các liên kết 1,3 và với chuỗi D-glucose gắn vào vị trí 1,6. Các loại này tạo thành β-glucan 1,3 / 1,6. Một vài nhà nghiên cứu cho rằng tần suất, vị trí và chiều dài của chuỗi hơn là trục chính của các β-glucan quyết định hoạt tính đề kháng.
Một sự biến đổi khác đó là một vài hợp chất này tồn tại dưới dạng chuỗi sợi đơn, trong khi trục chính của những β(1,3)-glucans khác tồn tại ở dạng các chuỗi sợi đôi hoặc sợi ba. Trong một vài trường hợp, các protein gắn vào trục β(1,3)-glucans cũng có thể tạo nên hoạt tính kháng thể. Mặc dù các hợp chất này có tiềm năng để phát triển hệ thống kháng thể, tuy nhiên đó chỉ là những nghiên cứu sơ khai, và có nhiều ý kiến khác nhau về trọng lượng phân tử, hình dạng, cấu trúc và loại β(1,3)-glucans nào sẽ tạo ra hoạt tính sinh học mạnh nhất.

## Nguồn β-glucan trong tự nhiên

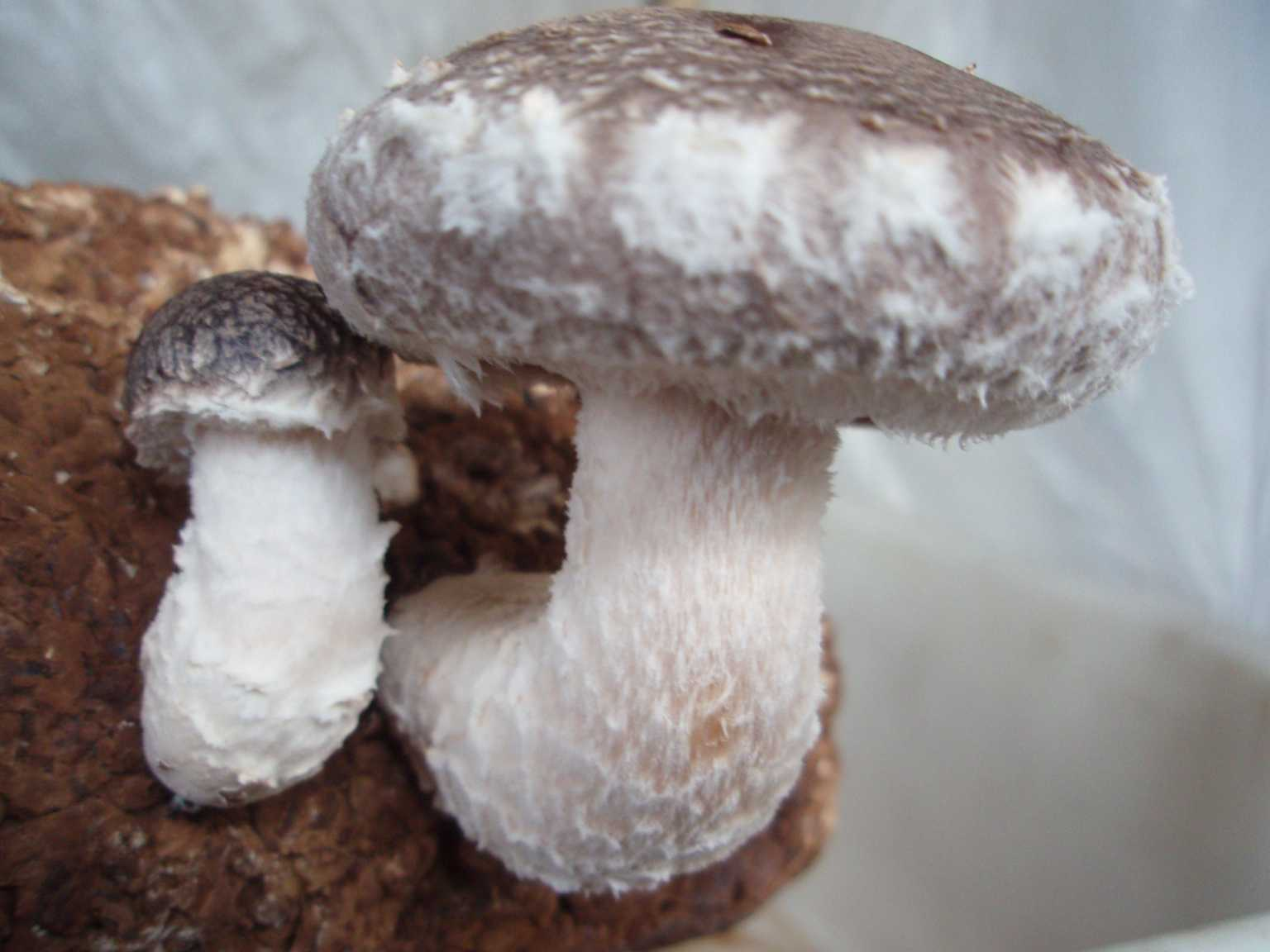
Loại nấm Shiitake chứa β-glucan